# Baleja marginula
Baleja marginula är en insektsart som beskrevs av Henry Fairfield Osborn 1926. Baleja marginula ingår i släktet Baleja och familjen dvärgstritar. Inga underarter finns listade i Catalogue of Life.